# 高田文夫のラジオビバリー昼ズ
『高田文夫のラジオビバリー昼ズ』（たかだふみおのラジオビバリーひるズ）は、1989年4月10日からニッポン放送で放送されているラジオ番組。パーソナリティは高田文夫。略称は「ビバリー」。
開始当初の番組タイトルは『文夫と明子のラジオビバリー昼ズ』（ふみおとあきこ-ひるず）であったが、全曜日担当だった松本明子が1992年7月より、月 - 水曜の担当となったことから、現在のタイトルに改題した。

## 番組概要
現在ニッポン放送で放送されている日中ワイド番組の中では、一番の長寿番組であり、ラジオ日本の『こんにちは!鶴蒔靖夫です』が週一番組へ変更されてからは、在京民放ラジオ局の中でお昼に放送される番組では最も長い歴史を持つ番組となった。祝日は「ホリデースペシャル」に差し替えられ、番組を休止することがある。
高田文夫は、最初自分のアシスタント役には松本典子を希望していたが、スタッフの単純な聞き間違いもあって、本番直前のスタジオには松本明子を入れていた。そんなこともあって「文夫と明子」がスタート以来のコンビとなった。
番組開始から台場移転までの有楽町旧本社ビル時代は、6階にあった第6スタジオ（ブルースカイスタジオ）から生放送されていた。
番組オリジナル弁当企画に積極的に参加する番組でもある。2000年9月に「ヨーデル食べ放題」にあやかった「ヨーデル焼肉弁当」。2004年3月から4月に番組15周年記念の弁当、2006年6月から7月に東貴博プロデュースによる巻き寿司弁当を発売している。
番組公式サイトは1999年にオープン。2002年、2004年3月29日、2015年3月9日にリニューアルしている。
この番組のヘビーリスナーは「ビバリスト」と呼ばれている。
番組のテーマ曲ならびにジングルは、作曲家の塩塚博が番組開始当初から制作を手掛けており、変わらず使用を続けているがこのうち後述の「そんなこんなで〜」の後に入れられるジングルは「1・2・4・2」という中波周波数の掛け声が入っていたためその部分をカットしている。
ゲストが歌手のとき以外の番組でかける曲は極力新人歌手を選んでいる。これは番組立ち上げ当時初代ディレクターのひとりだった松島宏（現：フジテレビ報道局）が、当時前時間帯番組だった『玉置宏の笑顔でこんにちは』が過去の名曲をかける構成であり、「じゃあビバリーでは新人歌手の曲を中心にしましょう」と文夫に提案したことからとしている。

## ゲストコーナー
12:00からはゲストコーナーだが、木曜日は「音楽道場破り」、金曜日は「IQクイズ」を放送し、基本的にゲストを呼ばない。木曜日にゲストを迎えない理由は1997年に木曜レギュラーの清水ミチコが番組内で「ツッコミを受けたことがない」と言うゲストの萩本欽一の頭をいきなり叩いたことがあり、その後の突発的なハプニングを防ぐためと言われている。ただしごくたまにゲストが来ることがある。例えば、2010年6月24日に徳光和夫が『徳光和夫 とくモリ!歌謡サタデー』の番組宣伝のために出演している。聴取率調査週間は木曜日を除き、ゲストコーナーとなる。
2012年4月以降の高田の急病による一時降板中は、他の曜日と同じく助っ人パーソナリティを迎えている。木曜日にゲストをほとんど呼ばないことについて、放送ではしばしば「本日のゲストはラジオをお聞きのあなたです」と言う。
年初はイッセー尾形が、毎年6月に高田と同じ1948年6月25日生まれの沢田研二がゲストに招かれる（2012年は高田が入院していたため11月の出演となった）。渡辺正行は聴取率調査週間の前の週に呼ばれることが恒例となっている。
最近では役所広司や浅野忠信（のちに代理パーソナリティも務めた）などの俳優や、高田と交友のある中村勘三郎をはじめとする歌舞伎役者をゲストに迎えることが多くなっている。金曜日は松村と関係が深いプロ野球関係者や物真似のレパートリーとしている著名人がゲストに招かれることが多い。高田チルドレンである宮藤官九郎脚本の『タイガー&ドラゴン』をきっかけに宅間孝行もゲスト出演が多い。

## ラジオ・チャリティー・ミュージックソン当日の扱い
12月24日が平日に当たる場合、12時より放送される『ラジオ・チャリティー・ミュージックソン』の事前番組『もうすぐミュージックソン』が11時30分から組まれるため、当番組は休止となる。
12月25日が平日の場合、2012年までは『ミュージックソン』終了後の12時から開始、2013年以降は事後番組『ありがとうミュージックソン』が12時から組まれるため、休止していた。しかし2023年は再び12時からの開始となった。

## 高田文夫杯 OWARAIゴールドラッシュ
1991年から1999年にかけて「高田文夫杯争奪 OWARAIゴールドラッシュ」（1995年から1999年までは「高田文夫プロデュース OWARAIゴールドラッシュII」）というお笑いライブを年に数回、北沢タウンホールで開催していた。ライブのタイトル名は当時フジテレビで放送されていたオーディション番組『ゴールドラッシュ』に由来するが、内容などは特につながりはない。他のお笑いライブに比べて寄席演芸関係の出場者が多かった。各回のチャンピオンは以下のとおり。太字は年間チャンピオン。
- 浅草キッド、春風亭昇太、立川ボーイズ（立川談春・志らく）、相馬ひろみ（現：藤本芝裕）、吹越満、三遊亭新型（現：白鳥）、バラライカ、ホンジャマカ、本間しげる、シンデレラエキスプレス、松野大介、フォークダンスDE成子坂、柳家喬太郎、海砂利水魚（現：くりぃむしちゅー）、Take2、雨空トッポ・ライポ、つぶやきシロー、アンジャッシュ、ビビる、神田北陽（現：山陽）、プラスドライバー、いっこく堂、アンタッチャブル、桧博明、エネルギー、バカリズム

## エピソード・特番など
- 桂雀三郎withまんぷくブラザーズの曲「ヨーデル食べ放題」（1996年11月27日リリース）は、当番組でのオンエア（2000年6月21日）がきっかけでスマッシュヒットとなった。この番組は「だんご3兄弟」「おさかな天国」「メロンパンのうた」など巷間で話題になった楽曲を他の番組よりもいち早く[要出典]取り上げている。一部でカルト的な人気があった幻のGSバンド、東京ビートルズを発掘し、CDのリリースにこぎつけたこともある。
- 2004年10月20日に「高田文夫のラジオビバリー昼ズ増刊号」（ビバリー夜ズ）として22:00 - 24:00に放送された。この時のアシスタントは松村邦洋と山本まゆ子。
- 2005年1月にも「高田文夫のラジオビバリー昼ズ増刊号」（ビバリー夜ズ）として22:00 - 24:00に放送された。この時のアシスタントは清水ミチコと春風亭昇太。
- 2006年11月3日、THEラジオパーク2006の会場、日比谷公園で公開生放送を行った。
- 木曜レギュラーの清水ミチコと同曜日準レギュラーのナイツが漫才トリオを結成し、浅草東洋館に出演することが2013年1月17日の放送にて発表された。トリオ名はリスナーからの公募により名付けられた『ミナイツ』。2月4日の東洋館昼席に出演し、その模様が7日の番組オープニングで放送された。出演当日、東洋館に開場前から長蛇の列ができていたことがその日の本番組で明かされた。補助席も用意されたものの間に合わず、平日としては異例の満員札止めとなった。
- 2020年8月3日に在京民放ラジオ局5社（ニッポン放送、TBSラジオ、文化放送、TOKYO FM、J-WAVE）の合同企画『ラジオ5局オンライン飲み会〜みんなで飲もう一番搾り〜』の一環として「キリン一番搾り presents 松本明子と磯山さやかのふるさとに乾杯!〜ラジオビバリー昼ズ 夏の増刊号〜」を18:00 - 19:00に放送。高田は出演せず、松本明子と磯山さやかが出演。また番組内で他局4社で生放送中の番組パーソナリティと順次中継を繋ぎクロストークも行った。
- 2021年1月29日から2月14日にかけては当番組が全力応援すると銘打って、明治座にて『よみがえる明治座東京喜劇』が上演された。2部構成で、第1部は宅間孝行が脚色・演出を行ったコメディー『こちとら大奥様だぜぃ!』、第2部では木曜パーソナリティーをはじめとしたゲストが日替わりで登場し『ラジオビバリー昼ズ寄席』を行った[6]。
- 水曜日は、5月は2021年から「寄席演芸応援ウィーク」と題して、落語家・演芸関係者などをゲストに招いている。

## 放送時間
- 毎週月曜日 - 金曜日 11:30 - 13:00

## 現在の出演者

### メインパーソナリティ
- 月曜・金曜
  - 高田文夫（放送作家、タレント）

2012年11月から原則として月・金曜メインパーソナリティのみ出演。ただし火・水・木曜の出演者がお休みの場合は代演する。
- 火曜
  - 東貴博（Take2、1997年5月13日 - 火曜担当）

当初は火曜の中継を担当。2012年11月以降、火曜メインパーソナリティ。
- 水曜
  - 春風亭昇太（落語家、1989年12月 - ）

当初は竹丸と共に金曜の中継を担当、1990年10月から2012年4月まで水曜の中継を担当。1992年7月から1993年9月まで金曜のスタジオアシスタント、1993年10月から1996年3月まで木曜のスタジオアシスタントも担当、2012年11月以降、水曜メインパーソナリティ。
- 木曜
  - 清水ミチコ（タレント、1995年2月8日 - ）

当初は水曜担当。1996年4月より現在の木曜担当。2012年11月以降、木曜メインパーソナリティ。

### 曜日パートナー
スタジオ アシスタント
- 月曜
  - 松本明子（タレント、第1期：番組開始 - 1996年3月、当初は全曜日担当。電波少年（現在は終了）の人気もあり多忙になったため、後に月・火・水曜→月曜のみとなる。第2期：2011年秋よりレギュラー休暇時の代理で出演するようになり、2012年1月9日より約16年ぶりに正式にレギュラー復帰、月曜を担当）
- 火曜
  - 黒沢かずこ（森三中、2022年4月5日 - ）[7]
- 水曜
  - 乾貴美子（タレント、1998年10月 - 、2006年4月から2011年12月まで月曜も担当。2012年1月より水曜のみとなる。2014年4月から2015年3月までは増田みのりが産休・育休のため、「パートタイマー」として火曜日も担当）
- 木曜
  - ナイツ（塙宣之・土屋伸之、2012年4月以降スペシャル パーソナリティとして不定期出演。2012年8月より準レギュラーとして隔週出演。2015年10月1日よりレギュラーとして毎週出演）
- 金曜
  - 松村邦洋（タレント、1991年7月24日に中継ゲストとして初登場。その後不定期で出演し1993年10月から正式に金曜レギュラーとなる）
  - 磯山さやか（タレント、2012年1月13日 - [注釈 3]、2009年2月25日・2010年6月16日にゲスト出演歴あり）

## ニュースキャスター
11時台の『産経新聞ニュース』と番組内でのニュース速報・地震速報を担当する（ここでは紹介されていない別の記者が担当する時もある）。
- 畑中秀哉（月曜日）
- 宮崎裕子（火曜日）
- 遠藤達也（水曜日）
- 岡宏（木曜日）
- 上村貢聖（金曜日）

番組では「報道部の○○デスク」と紹介。ただしニュースの担当は必ずしも上記のようになるとは限らない。

## 過去の出演者

### アシスタント
- 大東めぐみ（タレント、1992年7月 - 1995年2月、木曜→火曜担当）
- 村上真由子（ニッポン放送アナウンサー（当時）、1992年7月 - 1996年3月、金曜→木曜担当）
- せがわきり（タレント、1994年10月 - 1996年9月、水曜→火曜→金曜担当）
- 田代優美（ニッポン放送アナウンサー（当時）、1994年10月 - 1995年12月、金曜担当）
- 早坂好恵（タレント、1996年1月 - 1998年9月、火曜→月・火・水曜担当）
- 山岡和美（ニッポン放送アナウンサー（当時）、1996年10月 - 1998年9月、金曜担当）
- 永田杏子（タレント、1998年11月 - 2006年3月、月・火曜→月曜担当）
- 小口絵理子（ニッポン放送アナウンサー（当時）、1998年11月 - 2002年9月、金曜担当）
- 山本麻祐子（ニッポン放送アナウンサー（当時）、2001年6月 - 2006年3月、火曜担当）
- 上柳昌彦（ニッポン放送アナウンサー、2006年4月 - 2006年6月、木曜代理担当）
- 増田みのり（ニッポン放送アナウンサー（当時）、2002年10月から2011年12月まで金曜→2006年4月より火・金曜→2012年1月 - 2014年3月は火曜のみ）
- 新保友映（ニッポン放送アナウンサー（当時）、2015年3月31日 - 2018年3月27日）
- 山根千佳（タレント、2018年4月3日 - 2022年3月29日、火曜担当）

| 期間       | 期間       | 月曜日       | 火曜日       | 水曜日       | 木曜日     | 金曜日       |
| ---------- | ---------- | ------------ | ------------ | ------------ | ---------- | ------------ |
| 1989.4.10  | 1992.6.26  | 松本明子     | 松本明子     | 松本明子     | 松本明子   | 松本明子     |
| 1992.6.29  | 1994.9.30  | 松本明子     | 松本明子     | 松本明子     | 大東めぐみ | 村上真由子   |
| 1994.10.3  | 1995.2.7   | 松本明子     | 大東めぐみ   | せがわきり   | 村上真由子 | 田代優美     |
| 1995.2.8   | 1995.12.29 | 松本明子     | せがわきり   | 清水ミチコ   | 村上真由子 | 田代優美     |
| 1996.1.4   | 1996.3.29  | 松本明子     | 早坂好恵     | 清水ミチコ   | 村上真由子 | せがわきり   |
| 1996.4.1   | 1996.9.27  | 早坂好恵     | 早坂好恵     | 早坂好恵     | 清水ミチコ | せがわきり   |
| 1996.9.30  | 1998.9.4   | 早坂好恵     | 早坂好恵     | 早坂好恵     | 清水ミチコ | 山岡和美     |
| 1998.9.7   | 1998.10.9  | （週替わり） | （週替わり） | （週替わり） | 清水ミチコ | （週替わり） |
| 1998.10.12 | 1998.11.13 | （週替わり） | （週替わり） | 乾貴美子     | 清水ミチコ | （週替わり） |
| 1998.11.16 | 2001.6.1   | 永田杏子     | 永田杏子     | 乾貴美子     | 清水ミチコ | 小口絵理子   |
| 2001.6.4   | 2002.9.27  | 永田杏子     | 山本まゆ子   | 乾貴美子     | 清水ミチコ | 小口絵理子   |
| 2002.9.30  | 2006.3.31  | 永田杏子     | 山本まゆ子   | 乾貴美子     | 清水ミチコ | 増田みのり   |
| 2006.4.3   | 2011.12.30 | 乾貴美子     | 増田みのり   | 乾貴美子     | 清水ミチコ | 増田みのり   |
| 2012.1.4   | 2014.3.28  | 松本明子     | 増田みのり   | 乾貴美子     | 清水ミチコ | 磯山さやか   |
| 2014.3.31  | 2015.4.3   | 松本明子     | 乾貴美子     | 乾貴美子     | 清水ミチコ | 磯山さやか   |
| 2015.4.6   | 2018.3.30  | 松本明子     | 新保友映     | 乾貴美子     | 清水ミチコ | 磯山さやか   |
| 2018.4.2   | 2022.4.1   | 松本明子     | 山根千佳     | 乾貴美子     | 清水ミチコ | 磯山さやか   |
| 2022.4.4   |            | 松本明子     | 黒沢かずこ   | 乾貴美子     | 清水ミチコ | 磯山さやか   |

### 中継担当
- 桂竹丸（1989年12月 - 1995年3月、当初は昇太と交代で金曜担当、後に正式に金曜担当となり、1992年7月より水曜担当）
- 春風亭勢朝（1990年8月 - 1995年3月、当初は金曜に不定期出演、後に正式に金曜担当となる）
- 出川哲朗（1993年9月に竹丸の代打で登場。その後1994年10月 - 1997年5月に火曜担当）
- 有吉弘行（2006年5月 - 6月、代役パーソナリティとなった昇太のかわりに水曜担当）

## 近年の代役パーソナリティ
- 2006年4月に、高田が落語家・立川藤志楼として、新宿末廣亭中席で10日間高座にあがったが、その後過労と風邪による体調不良を起こし、4月24日から6月いっぱいまで当番組への出演を休止していた。高田が休みの間は月曜日と水曜日を昇太が、火曜日を東がメインパーソナリティを担当。木曜日サブの清水、金曜日サブの松村もメインとして担当。木曜日は上柳をサブパーソナリティに迎えていた。
- 2008年7月21日から25日までの間は高田が夏休みを取ったため、21日は立川談春が、24日は飯田が、25日は有吉が助っ人としてパーソナリティを務めた（他のレギュラー陣はそのまま。ただし木曜日のメインパーソナリティは清水の扱いであり、以降も同様）。
- 2009年
  - 3月22日に、松村がランナーとして参加した東京マラソンのレース中、急性心筋梗塞による心室細動で倒れ緊急入院したため、3月26日はデンジャラス、4月3日は有吉が代役を務めた。退院当日の4月3日は放送に間に合わなかったため電話出演（その後ニッポン放送イマジンスタジオで復帰会見を開いた）、4月10日に番組復帰した。
  - 8月3日から7日までの間は高田が夏休みを取ったため、3日はダチョウ倶楽部の上島竜兵、6日は南海キャンディーズの山里亮太が助っ人としてパーソナリティを務めた（他のレギュラー陣はそのまま）。
- 2010年
  - 5月27日は清水がコンサートツアーのため休み、杏子をゲストパートナーに迎えた。
  - 7月19日から23日までの間は高田が夏休みを取ったため、19日は有吉弘行、22日はアンジャッシュが助っ人としてパーソナリティを務めた（他のレギュラー陣はそのまま）。
- 2011年
  - 1月27日は高田の急病により、垣花正が代役を務めた。
  - 7月19日から22日まで（18日は海の日の特番編成のため休止）高田が休暇を取り、21日の清水のパートナーは楽しんごが務めた（他のレギュラー陣はそのまま）。
  - 8月12日は松村が休暇のため、ダンカンが代理出演。
  - 9月8日と11月24日は清水が遅い夏休みと早い冬休みを取ったため、松本明子が代理出演。11月24日は前日に高田の師匠である7代目立川談志の死去が発表されたことから、立川志らくも急遽パーソナリティに加わり談志追悼特番として放送した[注釈 4]。
  - 12月21日は高田が7代目立川談志のお別れ会に出席のため番組を休み、昇太が代理でメインを担当。
- 2012年
  - 4月11日の夕方に、高田が都内の自宅で体調不良を訴え、緊急入院し、12日以降の番組出演を見合わせた。検査の結果が16日の番組内で松本明子が、同じ日にマスコミ各社に発表された所属事務所のコメントを代読する形で、「不整脈による心肺機能の疾患」と公表された。高田が不在の間は、しばらくの措置として、月曜日はゲストがメインパーソナリティ、木・金曜日は助っ人パートナーが参加、火・水曜日は基本的にピンチヒッターは置かず、アシスタントらで番組を進行[注釈 5]。
  - 4月12日（木）は飯田が代理出演。木曜の「スナック歌謡サスペンス劇場」は当面の間休止となり、リスナーからのメール・FAX紹介など内容を変更して放送する。
  - 4月13日（金）は代役を置かず松村と磯山で進行したが、「週刊IQクイズ」と「オールスターでしゃばり解答」を休止し、正午からエンディングまでダチョウ倶楽部の肥後克広と上島をゲストに迎えて放送した。
  - 4月16日（月）は三宅裕司が代理出演。この週はスペシャルウィーク「ビバリー春の大感謝祭 2012」に入っていて、この日ゲストの水谷豊のインタビューは、高田の緊急入院前に録音されていたものをそのまま放送。
  - 4月17日（火）は東と増田で進行したが、ゲスト・樹木希林へのインタビューは、こちらも高田の緊急入院前に録音されていたものをそのまま放送。
  - 4月19日（木）は清水・松村・東の3人で進行。「スナック歌サス」の枠では金曜の「オールスターでしゃばり解答」を3人による特別バージョンで放送した。
  - 4月23日（月）は徳光和夫、4月26日（木）は飯田、4月27日（金）は東が代理出演。
  - 4月30日（月）は宅間孝行と磯山（松本明子はミュージカル「アニー」出演のため欠席）が代理出演。5月3日（木）・4日（金）は祝日特番のため休み。
  - 5月7日（月）は昇太、5月10日（木）はドランクドラゴンの鈴木拓、5月11日（金）は煙山光紀が代理出演。
  - 5月14日（月）はダンカン、5月17日（木）は浅草キッドの水道橋博士、5月18日（金）は東が代理出演。
  - 5月21日（月）は松村、5月24日（木）はナイツ、5月25日（金）はヨネスケが代理出演。
  - 5月28日（月）は吉幾三、5月31日（木）はアンガールズ、6月1日（金）は渡辺正行が代理出演。
  - 6月4日（月）はサンドウィッチマン、6月7日（木）はドランクドラゴン、6月8日（金）は松本ひでおと増田（磯山は舞台「志村魂」出演のため6月15日・22日の放送も含めて欠席、増田が3週連続で担当）が代理出演。
  - 6月11日から15日は、スペシャルウィーク「ビバリー昼ズは…ワイルドだぜぇ〜!!ウィーク」として放送。11日（月）はホンジャマカの石塚英彦、14日（木）は水道橋博士、15日（金）は西田敏行がゲストパーソナリティとして代理出演した[注釈 6]。15日の放送で病床の高田から番組に届けられた直筆のメッセージが紹介された。
  - 6月18日（月）はテリー伊藤、6月21日（木）は戸田恵子と飯田、6月22日（金）は逸見太郎が代理出演。
  - 6月25日（月）は志らく、6月28日（木）はナイツ、6月29日（金）は東が代理出演。
  - 7月2日（月）は阿部サダヲ、7月5日（木）はなぎら健壱と松本明子（清水は休暇）、7月6日（金）は峰竜太が代理出演。
  - 7月9日（月）はガダルカナル・タカ、7月12日（木）はU字工事が代理出演。7月13日（金）は12時台にゲストコーナー（橋本さとしが出演）を放送したため代役は無し。7月11日（水）の放送で、高田が退院しリハビリを兼ねての自宅静養に入ったことを昇太が明かした[8]。
  - 7月16日（月）は祝日特番のため休み。7月17日（火）は休暇の増田に代わり新保が出演。7月19日（木）は星野源、7月20日（金）は徳光正行が代理出演。
  - 7月23日（月）はカンニング竹山、7月26日（木）は三谷幸喜、7月27日（金）はダンカンが代理出演。
  - 7月30日（月）はクレイジーケンバンドの横山剣、8月2日（木）はナイツ、8月3日（金）は松本ひでおが代理出演。
  - 8月6日（月）はマギー審司、8月9日（木）はグループ魂の港カヲル、8月10日（金）は三遊亭小遊三が代理出演。
  - 8月13日（月）はキャイ〜ン、8月14日（火）は東が休暇のためますだおかだ、8月16日（木）は熊田曜子と飯田、8月17日（金）は渡辺正行が代理出演。
  - 8月20日から24日は、スペシャルウィーク「あの伝説はこうして生まれた!オールスターレジェンドウィーク!!」として放送。20日（月）は松村と天野ひろゆき（松本明子は「アニー」大阪公演のため休みであったが、番組内後半で電話出演した）[注釈 7]、23日（木）は水道橋、24日（金）は垣花が代理出演。24日の放送では、高田が番組およびゲストの和田アキ子に寄せた直筆のメッセージが紹介された。
  - 8月27日（月）は八嶋智人、8月30日（木）はナイツ、8月31日（金）は柳家花緑が代理出演。
  - 9月3日（月）は草野仁、9月6日（木）はアンガールズ、9月7日（金）はスターダストレビューの根本要が代理出演。
  - 9月10日（月）は宅間、9月13日（木）はナイツ、9月14日（金）はヨネスケが代理出演。
  - 9月17日（月）は祝日特番のため休み。9月20日（木）はサンドウィッチマン、9月21日（金）は小島よしおが代理出演。
  - 9月24日（月）はイッセー尾形、9月27日（木）はナイツが代理出演。9月28日（金）は映画「アウトレイジ ビヨンド」公開を前に、松村が北野武監督にインタビューした模様を放送したため代役は無し。
  - 10月1日（月）はガダルカナル・タカ、10月3日（水）は昇太が福井県勝山市で落語会のためU字工事、10月4日（木）はアンガールズ、10月5日（金）は原口あきまさが代理出演。
  - 10月8日（月）はデビット伊東、10月11日（木）はテツandトモ、10月12日（金）は渡辺正行が代理出演。
  - 10月15日から19日はスペシャルウィーク「アノ男が帰ってくる!ビバリー秋の大復活ウィーク!!」として放送。15日（月）は中山秀征、18日（木）はナイツ、19日（金）は石塚が代理出演。19日の放送では、「週刊IQクイズ」に高田が電話出演し「今だから明かせる高田文夫クイズ」と題して松村とクイズ対決を行った（結果は高田の勝利）。11月5日の放送から高田が番組に復帰し、当面の間月曜と金曜の週2日に限定して出演することも合わせて発表された（後に他の曜日にも不定期で出演している）。
  - 10月22日（月）はなぎら、10月23日（火）は東がハワイで番組ロケのため三宅、10月25日（木）はアンガールズ、10月26日（金）は志らくが代理出演。
  - 10月29日（月）は談春、10月31日（水）は乾が休暇のため増田、11月1日（木）はサンドウィッチマン、11月2日（金）は渡辺正行が代理出演。この週を以って月曜と金曜の助っ人体制は終了。
  - 木曜の助っ人体制は継続される。
    - 11月8日：ポカスカジャン、11月15日：ナイツ、11月22日：U字工事、11月29日：ナイツ、12月6日：U字工事、12月13日：ナイツ（高田も出演）、12月20日：渡辺正行が出演。

  - 12月10日から14日はスペシャルウィーク「輝け!ビバデミー賞2012」として放送。高田は復帰後初めて全曜日に出演。
    - 「スナック歌謡サスペンス劇場」は12月6日にリクエスト募集を再開、12月13日に復活。同日もリクエストを募集したが、以降高田は後述の理由で木曜日は出演していない。
- 2013年
  - 1月8日は東がインフルエンザによる病欠のため、松村が代理出演。18日は磯山が目の不調による病欠のため、増田が代理出演。
  - 1月の木曜日は10日・17日・24日がナイツ（24日は高田も出演）、31日がサンドウィッチマンの出演。
  - 2月1日は、松村が阪神の沖縄宜野座キャンプ取材のため東が代役を務め、松村は12時台前半と後半に数分間電話出演。「週刊IQクイズ」は東とリスナーの対決で芸能コースのみ行った。
  - 2月11日は、高田が前日行われた「高田笑学校〜しょの四十二〜」公演後の過労による体調不良のため欠席し、ゲストとして出演予定の竹山が代役を務めた。2月15日も欠席となったが代役は置かず、「週刊IQクイズ」においては磯山が出題と審判を兼務した。
  - 2月18日から22日はスペシャルウィーク「アノ業界の裏側を直撃!ビバリー密談ウィーク!!」として高田が全曜日出演する予定だったが、体調が回復しないまま出演したため21日と22日の放送を欠席した。それ以降火・水・木曜日の出演を再び取りやめている。
  - 2月の木曜日は7日と21日がナイツ、14日がテツandトモ、28日がサンドウィッチマンの出演。
  - 3月11日に高田が再び欠席し垣花が代役となり、3月25日はゲストの三宅が代理パーソナリティとなる。金曜日の3月15日・22日は松村と磯山の2人で進行した。高田は29日に復帰。
  - 3月の木曜日は7日と21日がナイツ、14日がドランクドラゴン、28日のU字工事が出演。
  - 4月の木曜日は4日と18日がナイツ、11日がU字工事、25日がサンドウィッチマンの出演。高田は月・金以外では17日（水）に出演。
  - 5月の木曜日は2日・16日・30日がナイツ、9日がラバーガール、23日がアンガールズの出演。高田は月・金以外では1日（水）に出演。
  - 6月28日から8月2日までの金曜日は磯山が舞台「志村魂」出演のため、6月28日・7月12日・8月2日は増田、7月5日・26日は乾、7月19日は松本明子が代理出演。
  - 6月の木曜日は6日がアンジャッシュ、13日と27日がナイツ、20日がサンボマスターの出演。高田は月・金以外では12日（水）に出演。
  - 7月2日は増田が休暇のため、新保が代理出演。
  - 7月の木曜日は4日がラバーガール、11日と25日がナイツ、18日がサンドウィッチマンの出演。
  - 8月の木曜日は1日がロッチ、8日・22日・29日がナイツ、15日がマキタスポーツの出演。高田は月・金以外では28日（水）に出演。
  - 9月の木曜日は5日と19日がナイツ、12日がハライチ、26日が鈴木拓の出演。高田は月・金以外では18日（水）、24日（火）に出演。
  - 10月の木曜日は3日がナイツ、10日がサンボマスター、17日がサンドウィッチマンの出演。スペシャルウィーク期間中の24日は、1年半ぶりにゲストなしで高田と清水のコンビが1回限りで復活した。
  - 11月の木曜日は7日がロッチ、14日と28日がナイツ、21日がアンガールズの出演。
  - 12月の木曜日は5日が鈴木拓、12日と26日がナイツ、19日がバイきんぐの出演。高田は月・金以外では11日（水）と26日（木、清水はコンサートのため欠席）に出演。
- 2014年
  - 1月の木曜日は9日がロッチ、16日と30日がナイツ、23日がサンドウィッチマンの出演。高田は月・金以外では16日（木、清水はコンサートのため欠席）に出演。
  - 2月の木曜日は6日がアンガールズ、13日と27日がナイツ、20日が東と松村の出演。高田は月・金以外では19日（水）に出演。
  - 3月の木曜日は6日がロッチ、13日と27日がナイツ、20日はアンジャッシュの出演。21日（金）春分の日は高田が大瀧詠一のお別れ会に出席のため休演し、松本ひでおが代理出演。
  - 4月の木曜日は3日と24日がナイツ、10日がふかわりょう、17日がハライチの出演。高田は月・金以外では22日（火）に出演（ただし事前収録）。
  - 5月の木曜日は1日が鈴木拓、8日と22日がナイツ、15日がずん、29日がハライチの出演。
  - 6月の木曜日は5日が久保ミツロウと能町みね子、12日がナイツ、19日がロッチ、26日が鈴木拓の出演。高田は月・金以外では11日（水）に出演。
  - 7月の木曜日は3日・17日・31日がナイツ、10日がふかわ、24日が鈴木拓の出演。25日は磯山が「志村魂」出演のため、新保が代理出演。高田は月・金以外では30日（水）に出演。
  - 8月の木曜日は7日がずん、14日がナイツ、21日が飯田、28日が高田の出演。8日と22日は磯山が「志村魂」出演のため、26日は理由が不明だが乾の代役として新保が出演。19日は東が夏季休暇のため渡辺正行が出演。
  - 9月の木曜日は4日がナイツと新保（清水は夏季休暇）、11日が鈴木拓、18日が久保と能町、25日がナイツの出演。高田は月・金以外では30日（火）に出演。
  - 10月の木曜日は2日がデニスの植野行雄、9日がナイツ、16日がミッツ・マングローブ、23日が高田、30日が鈴木拓の出演。
  - 11月の木曜日は6日と20日がナイツ、13日が飯田、27日が渡辺正行の出演。
  - 12月の木曜日は4日と18日がナイツ、11日が高田の出演。
- 2015年
  - 1月の木曜日は8日・15日・29日がナイツ、22日がサンドウィッチマンの出演。
  - 2月の木曜日は5日が流れ星、12日と19日がナイツ、26日が飯田の出演。高田は月・金以外では18日（水）に出演。
  - 3月の木曜日は5日がサンドウィッチマン、12日が高田とナイツ（清水は休み）、19日が飯田、26日がナイツの出演。
  - 4月の木曜日は2日が鈴木拓、9日と23日がナイツ、16日が渡辺正行、30日がアンガールズの出演。高田は月・金以外では22日（水）に出演。28日は新保が休暇のため乾が、29日は昇太が地方公演のため石塚が代理出演。
  - 5月の木曜日は7日と28日がナイツ、14日が飯田、21日がビビる大木の出演。22日は磯山が撮影のため松本明子が代理出演。
  - 6月の木曜日は4日がダイノジ大地洋輔、11日と25日がナイツ、18日が久保と能町の出演。
  - 7月の木曜日は2日と16日が飯田、9日と23日がナイツ、30日がイジリー岡田の出演。磯山が「志村魂」出演のため、24日は乾、31日は新保が代理出演。
  - 8月の木曜日は6日と20日と27日がナイツ、13日が鈴木拓の出演。7日は磯山が「志村魂」出演のため松本明子が代理出演。
  - 9月の木曜日は3日がオアシズの大久保佳代子、10日が高田とナイツ（清水は休み）、17日はサンドウィッチマン、24日がナイツの出演。
  - 10月8日は東が欠席し、高田が出演。
  - 11月26日はナイツが欠席し、高田が出演。
- 2016年
  - 1月：7日は清水が欠席し新保、26日は東が欠席し高田が出演。
  - 4月：12日は新保がインフルエンザによる病欠のため乾が代理出演。19日は東がハワイロケで欠席のため高田と松村が出演（葛西紀明を迎えて放送したゲストコーナーは松村と新保で収録）。27日は昇太が欠席し、高田が出演。
  - 6月：14日と28日は東が欠席し、高田が出演。
  - 7月：27日は昇太が欠席し、高田が出演。
  - 8月：磯山の「志村魂」出演に伴い、5日は新保、12日は松本明子、19日は乾が代理出演。19日は松村が遅刻のため、12時まで飯田が代理出演。
  - 9月：6日は東が欠席し、西田征史が代理パーソナリティを務める。
  - 10月：27日は清水が欠席し、ナイツの2人のみで進行した。
  - 11月：15日は東が欠席し、高田が出演。
- 2017年
  - 1月：5日は清水が、24日は東がそれぞれ欠席し、高田が出演。
  - 4月：14日は磯山が風邪による病欠のため東島衣里が代理出演。
  - 6月：20日は新保が休暇のため磯山が代理出演。
  - 7月：磯山の「志村魂」出演に伴い、21日は松本明子、28日は新保が代理出演。
  - 8月：引き続き磯山の「志村魂」出演に伴い、4日は新保、11日は松本明子が、3日は清水が休暇で高田が、10日はナイツが休暇で飯田が、30日は乾が休暇で磯山がそれぞれ代理出演。
  - 9月：12日は新保が子どもの急病に伴い欠席、ひろたみゆ紀が代理出演。
  - 11月：28日は東がスケジュールの都合で欠席し、松村が代理出演。
  - 12月：12日は東がホノルルマラソン参加のため欠席し、高田が出演。
- 2018年
  - 1月：11日は清水が欠席し、高田が出演。
  - 3月：磯山の舞台出演に伴い、2日と16日は乾、9日は新保、23日は松本明子が代理出演。
  - 7月：12日は清水の休みに伴い高田が、27日は磯山の「志村魂」出演に伴い松本明子が代理出演。
  - 8月：引き続き磯山の「志村魂」出演に伴い、17日と31日は乾、24日は松本明子が代理出演。30日はナイツが欠席し、高田が出演。
  - 11月：23日は松村が甲子園球場の「阪神タイガース ファン感謝デー2018」に出演のため欠席するが、代役は立てず高田と磯山で進行（松村はOPトークの時間に電話出演あり）。12時台の通常コーナーはゲストトーク（八木亜希子）に差し替える。
- 2019年
  - 3月：19日は東が欠席し、U字工事が代理出演。
  - 4月：3日は昇太が欠席し高田が出演、30日は東が欠席し高田・松本明子・松村が出演。
  - 7月：24日は乾が欠席し新保が、26日は磯山の「志村魂」出演に伴い松本明子が代理出演。
  - 8月：引き続き磯山の「志村魂」出演に伴い、2日は乾が、9日は増田が、23日は新保がそれぞれ代理出演。22日はナイツが欠席し、高田が出演。
  - 11月:15日は磯山がインフルエンザ罹患による病欠のため増山さやかが代理出演。
  - 12月:12日は塙が体調不良に伴い欠席。飯田が代理出演。
- 2020年
  - 2月28日と3月2日は高田が休暇を取り、2月28日は垣花、3月2日は松村が代理出演。
  - 8月：20日はナイツが欠席し、高田が出演。
  - 10月：16日は磯山が体調不良のため欠席し松本明子が代理出演。
- 2021年
  - 1月8日は松村が新型コロナウイルス感染症罹患に伴い欠席（ミュージックソンのため前年の放送自体が12月23日に終了しており25日は『ありがとうミュージックソン』、翌週の1月1日も特別編成で結果2週間にわたり金曜日の放送が無かったため、高田と磯山は問題なくスタジオに出演していた。なお、松村はOPトーク時に電話出演は行った）。29日は磯山が明治座公演出演のため欠席し松本明子が代理出演。
  - 2月：引き続き磯山が明治座公演出演のため、5日は増田が、12日は松本明子が代理出演。
  - 4月：1日はナイツが休暇を取り、高田が出演。
- 2022年
  - 1月：19日は昇太が体調不良に伴い欠席[注釈 8]し、上柳昌彦が代理出演[9]。20日と27日はナイツが塙の新型コロナ感染症の陽性が確認されたのに伴い欠席[注釈 9]し、鈴木拓が代理出演[10]。31日は松本明子も新型コロナ感染症の陽性が確認されたため、乾が代理出演[11]。
  - 2月：1日は東および山根も新型コロナ感染症の陽性が確認されたため、渡辺正行と乾が[12]、7日は前週に続き松本明子が休演し磯山がそれぞれ代理出演[13]。
  - 8月：4日はナイツが休暇を取り、黒沢が代理出演。12日は磯山が新型コロナ感染症の陽性が確認され欠席し、乾が代理出演。18日は清水が休暇を取り、当初は黒沢が代理出演する予定だったが新型コロナウイルス感染により磯山が代理出演。
- 2024年
  - 3月23日はナイツが休暇を取り、高田と黒沢が代理出演。

## タイムテーブル
※2022年7月 - 
- 11:30　オープニング
- 11:43　口の減らない奴（後述）
- 11:45　文夫のちょっといい話（後述）
- 11:51　産経新聞ニュース
- 11:56　ニッポン放送 天気予報
- 11:57　ニッポン放送 交通情報（警視庁）
- 11:59　時報CM[注釈 10][注釈 11]
- 12:00　曜日別コーナー[注釈 12]
  - 月曜日 - 水曜日　ゲストを迎えてのトーク[注釈 13]
  - 木曜日　音楽道場破り
  - 金曜日　週刊IQクイズ
- 12:25　ニッポン放送 首都高速ルート情報（首都高）
- 12:28　曜日別コーナー（後述）
- 12:38　ラジオリビング（担当 月 - 木：垣花正、金：増山さやか）[注釈 14]
- 12:43　ショウアップナイターTODAY[注釈 15]
- 12:45　おたよりいきなり大笑い[注釈 16]
- 12:52　ハロー千葉
- 12:55　エンディング

## 主なコーナー
- オープニングトーク

パーソナリティの高田他を中心に、出演者が1週間の行動や出来事を喋る約10分間のフリートーク。番組の目玉コーナーで、オープニングトークはポッドキャストで、ネット配信される。
開始冒頭で高田、またはメインが「さあ、きょうは○月○日の○曜日でありますが、今日のお相手は…」の一言が入り、アシスタントを自己紹介している（高田は名乗らない）。また、直前の『あなたとハッピー!』のパーソナリティ陣（2020年10月現在は垣花正・春風亭一之輔・那須恵理子・熊谷実帆・増山さやか）などに触れたトークから始まる事も多い。
ひとしきり話したところで（高田/メイン）「そんなこんなで午後1時まで」（全員）「生放送!」とコールしてジングル。
- 口の減らない奴

放送当日のメールテーマとゲストや番組宛へのメール・FAXを募集する。
- 文夫のちょっといい話

番組開始当初からのコーナー。『玉置宏の笑顔でこんにちは!』のコーナー番組「池波志乃のちょっとお料理」の放送枠を引き継いだため、提供スポンサーのヒゲタ醤油のサウンドロゴをコーナーの冒頭に流していた。
開始当初は高田が心に残った「ちょっといい話」を放送していたが、現在では高田が主催するイベントの案内とアシスタントが薦める曲を流すコーナーとなっている。
地方局ではCM部分のみ、『ランチリクエスト』として放送している。開始当初はNRN系列の一部のAMラジオ局で、このコーナーを放送していた。
2019年4月22日 - 30日は『平成メモリアルタイム』に差し替え。
- ゲストコーナー（月 - 水曜）

火曜・水曜はコーナータイトルがあるが月曜を含め、基本的な進行は同じである。前半はゲストのプロフィール紹介や「最近嬉しかった事・腹が立った事」などをテーマにトークを展開。合間にゲストのリクエスト曲や楽曲（歌手がゲストの場合）を流す。後半はゲストが気になっていることや凝っていることのベスト3や、リスナーから寄せられた質問のメール・FAXを紹介。
Take2・東貴博の若旦那 祭り2 → お弟子さん祭り（火曜）
東が自分と同じ2世タレントまたは3世タレントの元を訪問し（ゲストの都合でスタジオに招くこともある）、インタビューする。タイトルこそ「若旦那」とあるが、ゲストは男女問わない。東が不在の日はこの限りではない。2010年9月から対象を「ある有名人の弟子」に変更。このコーナータイトルの使用は現在 休止して、通常のゲストコーナーとして放送。
これが流行最前線だ! 昇太のなんでも番付（水曜）
昇太がメイン進行でタレントの元を訪問していた（こちらもゲストの都合でスタジオに招くこともある）が、高田の休演後は高田が出演していてもスタジオにゲストを招く。コーナーのテーマソングは「カリキュラマシーンのテーマ」。
- 音楽道場破り（木曜）

テーマに沿った思い出話とそれにまつわる曲をリスナーから募るリクエストコーナー。メール・FAXを読まれたリスナーは賞品として、カップ麺1ケースがプレゼントされる。コーナー冒頭にナイツが商品のカップ麺を漫才で宣伝する。
- みち期一会（木曜）

各界著名人がメディアで発した発言やSNSに記載して注目を受けた言葉を清水が発言者の物まねをしながら紹介する。内海桂子生前までは、最後に塙が彼女のツイッターに記載された言葉を物まねして紹介した。極稀にゲストが登場する場合があり、その際は休止となる。
- 週刊IQクイズ

毎週金曜日の12時台に放送されている。金曜レギュラーの松村邦洋がリスナーと電話をつなぎクイズで対決する。
クイズは「芸能コース」と「スポーツコース」の2つで、リスナーは応募の際にどちらか得意な方を選ぶ。
「芸能コース」はこの1週間の芸能ニュースや番組内での出来事など、「スポーツコース」はスポーツニュース（ただし松村の得意ジャンルである野球が殆ど）をテーマにしたクイズが出題される。問題は7問で先に4問正解した方が勝ち。両者不正解の場合がある為、第8問目以降の問題も用意されている。
クイズ対決でリスナーが松村に勝った場合は賞金（芸能コースは5千円、スポーツコースは1万円）が貰える。勝敗に関係なく参加賞もプレゼントされる（現在は1か月毎に賞品が変わる）。稀に賞金が3倍になる場合があり、松村が勝てばリスナーに抽選でプレゼントとなる。
お笑い芸人、芸能人が不定期でゲスト出演した際はゲストコーナーとなる。スペシャルウィークも同様。ただし松村とゲストが対決することが稀にある。
オープニング ジングルは「M-15」の冒頭部分、出題時のBGMは「SKIPPING JUMPING」。
磯山が問題を読み、高田が審判を務める。松村が先に答えるとお手つきと認定することが多く、松村に厳しく、リスナーに甘く判定する。
2005年のクイズ対決は12月23日の放送で終了し、年間最終成績はリスナーの63勝15敗となった。
2006年のクイズ対決は12月29日の放送で終了し、松村の9勝71敗と惨憺たる結果となっている。
松村は2009年の東京マラソンにおける心肺停止による休業後、復帰してからしばらく連勝が続いた。この無傷の連勝は東京ヤクルト館山投手と同等扱いされた。
2011年のクイズ対決は12月23日の放送で終了し、松村の32勝30敗と辛うじて勝ち越した。
- オールスターでしゃばり解答

松村に有名人の物真似で質問に答えてもらう。ただし松村が物真似できる人物に限定され、アルベルト・ザッケローニへの質問としても、松村はサッカーに詳しくないので的外れな解答（日本プロ野球の話など）になってしまう。開始当初は「内海桂子のでしゃばり解答」のコーナー名で、松村が内海桂子の物真似で解答していた。スペシャルウィークでゲストが居る場合はコーナーを休止して、ゲストコーナーを継続する。
磯山も林家パー子やフワちゃんなどの物真似で参加する。
- 乾貴美子のショートエッセイ（水曜）

乾がメインのフリートーク。
- おたよりいきなり大笑い

聴取者からのメールコーナー。曜日毎に「私いいことありました」「私しくじりました」などテーマを設けてはいるものの、その日の番組を聞いての感想やフォローなども募集している。コーナー冒頭と閉めの2曲は地方局で放送される『ミュージックスクランブル』で当日放送される曲と同じ。タイトルコールは月曜は松本、火曜は東、水曜は昇太、木曜は土屋、金曜は松村が物真似で『○○のおたよりいきなり大笑い』を行う。
月曜：私と○○ - 今日は何の日にちなんだメールテーマを募集する。
火曜：かずこの部屋 - リスナーから寄せられた悩み事に対して、黒沢が回答する。コーナーの冒頭とラストに流れるBGMは『徹子の部屋』（テレビ朝日）のテーマ曲をアレンジしたものを流している。
水曜：新・消辞苑 - 「消辞苑」のリニューアル版。家族や勤務先の同僚など狭い範囲内だけで今後使いたい言葉（造語）をリスナーから募集する。
木曜：謎かけコーナー つちっちです! - 土屋とリスナーがなぞかけで対決する。判定は清水と塙が行う。お題は前週のコーナー終わりに発表する。
金曜：週替わりのメール テーマ紹介
- ショウアップナイターTODAY（プロ野球シーズン中のみ、火 - 金曜日は4月から9月まで定時放送、4月から9月の月曜日およびクライマックスシリーズ・日本シリーズ開催日はニッポン放送で中継予定がある場合のみ放送）

当日夕方放送のプロ野球中継番組「ニッポン放送ショウアップナイター」で中継予定試合の解説・実況担当者や聴き所など（中継予定が無い日は「ナイタースペシャル」の番組告知）を曜日アシスタントが紹介する。その際高田がプロ野球（特に自身がファンである東京ヤクルト）に関してコメントしたり、金曜は松村がプロ野球関係者の物真似をすることがある。

## 過去のコーナー
- 多湖輝のラジオ頭の体操
- 北野大の聴いてマル得ゼミナール - 北野大が豆知識クイズを出題するコーナー。1998年10月スタート。2009年3月終了。ラジオ頭の体操の後継であったため、開始から数年間は全国ネットになっていた。
- ビバビバQ（金曜、「週刊IQクイズ」の前身）
- 南野陽子 今日はナンノ日っ! - 2006年10月2日スタート。2007年5月7日からは平日17:24 - に移動。
- オリコンさんいらっしゃい（水曜、2012年初頭まで）

オリコンチャートのウイークリーシングルチャートベスト3を発表。コーナーの冒頭では演歌チャート1位の曲を流すのが恒例となっていた。コーナー開始当初、冒頭ではシングルチャート100位の曲を流していた。ベスト3発表後は乾がいち押しの推薦曲を放送するという内容。
- 小口絵理子の広がれ!関東かてめんの輪 - 小口がかてめん（小麦で作られた麺料理の総称）の情報を伝える12:37ころの5分間のミニ番組。2012年7月2日 - 9月28日の期間限定放送。
- ナイツの車窓から（ナイツ）
- 高見恭子 Smile Cafe（パーソナリティ：高見恭子、2012年10月1日-2013年9月30日）

木曜は清水が高見のモノマネでタイトルコールを行った。
- ナイツのビバリーAKB総選挙（ナイツ）
- 声に出して読んでほしい日本語（サンドウィッチマン）

清水およびサンドウィッチマンが、リスナーのリクエストした文章を声に出して読み上げる。モノマネのリクエストも可能。
富澤が読み上げる場合、独特の低い声にエコーを効かせて凄味を出すことがある。
- 平野レミの3行クッキング（2012年10月までは「戦っています」、11月から2013年9月までは月替わり、2013年10月から2014年春は「高見恭子の新Smile Cafe」。1つの食材で簡単に出来る料理レシピをリスナーから募り、清水が料理愛好家・平野レミの物真似で紹介する）
- スナック「歌謡サスペンス劇場」

リスナーから送られてきた体験話をいろいろな曲をかけながら読み上げ、クライマックスシーンでは「火曜サスペンス劇場」のオープニングテーマを流す。
通称「歌サス」だが、「火サス」と書かれることがある。
コーナーのOPでは、清水がママのスナックに常連客の高田若しくは週替わりパーソナリティが来るという設定でトークを行う。
- 朝倉千恵子の向き不向きより前向き（水曜日のみ12:35頃から放送。積水ハウス提供、SBCラジオでも放送。2016年4月 - 2017年2月9日）
- 木曜劇場 タエコでございます[注釈 22] - 聴取者から妻が勝手に決めた我が家のルールなどを募り、清水とナイツがアニメ『サザエさん』の登場人物の声真似をしながら紹介する。コーナータイトルはナイツ土屋の妻の名前が由来。
- ビバリー珍生相談 -“ちゃんとした”人生相談番組（テレフォン人生相談）に相談するのも恥ずかしいレベルの相談等を聴取者から募り、東が解答する。
- こちら週刊塙スポーツ、略して ハナスポ!→ミチコ音楽教室→邦ちゃんのものまね教室!

塙が編集長、清水と土屋が編集員として、芸能人の目撃情報を募集する。
回を追うごとに清水がナイツの2人にカラオケを伝授するコーナーになり、その後山田邦子のものまねをきっかけにものまねを伝授するコーナーとなっている。
- あなたにハッピー!

聴取者から放送日当日に誕生日を迎えた各界著名人へのバースデーメッセージを募り、東と山根が誕生日を祝う。
- 怒鳴りたくても怒鳴れない

聴取者から「怒鳴りたいが怒鳴れない」といった不平・不満・自虐に関するエピソードを募り、昇太が代わりに怒鳴る。
- 粋ってる!

東がリスナーの粋なスタイルを募集する。
- あなたの懐かしい造語を紹介「消辞苑」

リスナーの身内の間でしか通じない用語を後世に残すべきか昇太が審査する。

## 恒例企画
- 新春恒例ニューイヤードラマ - 新年1回目の月曜日にイッセー尾形をゲストに招き、彼の脚本により高田やスタッフらを出演者とする生ラジオドラマと、イッセーによる生歌が披露される。
- 年賀状大賞 - 高田の自宅宛と番組宛に来た著名人・関係者からの年賀状の中から面白いものを紹介し、大賞を決める企画。なお大賞に選ばれても商品の贈呈はなく、得られるのは名誉だけである。
- ビバデミー賞 - 昨年活躍した人物をゲストに呼び、番組独自の観点で表彰する企画。1月中旬から2月中旬ごろに、1週間毎日実施。
- 恒例ゲスト
  - みうらじゅん - 新年第2回目の月曜日にみうらじゅんをゲストに呼び、近況や昨年のみうらじゅん賞の受賞作、来年の流行予想を聞く。
  - モロ師岡 - 毎年夏にゲストに呼び、最近の活動について聞く。

## 楽曲
番組の企画で発売したCD。
- 松本明子『この恋 いけませんか / 嫌われるほど』（ポニーキャニオン、レコード品番 SSP-78（非売品）・CD品番 PCDA-00026・CT品番 PCSA-00023） - 1989年11月21日発売
- ヤクル党（高田文夫・三宅裕司・山本コウタロー・城戸真亜子・工藤兄弟・春風亭昇太・松本明子）『進め!ヤクルト・スワローズ / FOREVER DREAM』（ポニーキャニオン、CD品番 PCDH-00012・CT品番 PCSH-00003） - 1993年4月7日発売
- 昭和のいる・こいる『そんなもんだよ、しょうがない』 （ファンハウス、CD品番 FHCF-5025） - 2001年1月1日発売 - 作詞：高田文夫/作曲：玉置浩二/編曲：太田美知彦[14]
- 小滝詠一（東貴博）『冷麺で恋をして』（プライエイド、CD品番 HGCB-1023） - 2001年2月21日発売 - 作詞：高田文夫/作曲：大瀧詠一/編曲：中村大[15]

など